# Diana Haddad
Diana Haddad (Arabisch: ديانا حداد; geboren 1 oktober 1976) is een Libanees zangeres en mediapersoonlijkheid. Naast de Libanese nationaliteit bezit Haddad ook het staatsburgerschap van de Verenigde Arabische Emiraten, waar ze ook woonachtig is. Haddad is sinds de jaren negentig een van de meest populaire Arabische popmuzikanten in de Arabische wereld. Haar debuutalbum Saken (1996) was een van de best verkochte albums van 1996 en werd platina door Haddad's label Stallions Records.

## Biografie
Haddad werd in 1976 geboren als dochter van een maronitisch-christelijke vader, Joseph Haddad, en een moslimmoeder, Mouna Haddad, in een klein Libanees dorp genaamd Bsalim (district Metn). Vanwege de Libanese Burgeroorlog die begon in 1975 en meer dan vijftien jaar duurde, bracht Haddad haar vroege jaren door in de stabielere Arabische staten van de Perzische Golf. Haar ouders verhuisden in de jaren zeventig naar Koeweit. Koeweit werd in 1990 echter binnengevallen door Irak, wat de familie van Haddad dwong terug te verhuizen naar Libanon. 
Als kind stond Haddad bekend als een "tomboy" in haar familie. Haddad's muzikale talent werd op jonge leeftijd ontdekt. In haar tienerjaren, met name in 1988, trad Haddad op bij meerdere nationale evenementen in Koeweit. Alhoewel Haddad geïnteresseerd was in archeologie, heeft ze nooit haar studie afgemaakt. Om deze reden schreef Haddad in 1998 het nummer "Yammaya" in het piramidecomplex van Gizeh. In 1992 behaalde ze een diploma in computerwetenschappen.

## Carrière
Met de hulp van Studio El Fan, die in 1993 landelijk werd uitgezonden op de televisiezender LBC, kreeg Haddad op zestienjarige leeftijd veel beroemdheid. Ze nam deel aan de wedstrijd met het nummer "Tayr El Yammameh". Haar tweede album, "Ahl Al Esheg", geproduceerd in 1997, wordt beschouwd als een van Haddads kenmerkende nummers en wordt nog steeds gespeeld in de meeste van haar concerten. Haddads grootste doorbraak kwam eind 1997 toen ze haar derde album, "Ammanih", uitbracht. Gedurende deze tijd vormde Haddad een succesvol team met haar Emirati (ex-)echtgenoot Suhail Al-Abdul, die al haar videoclips regisseerde tot ze in 2005 besloot om met nieuwe regisseurs samen te werken. Haddad begon later op te treden in andere dialecten van het Arabisch. Ook haar vierde studioalbum "Yammaya" (1998) bevat liedjes in de Khaliji, Irakese en Egyptische dialecten. Na 2000 bracht ze 'Mani Mani', 'Mas & Louly' en 'Ya Aibo' uit. Haar bekendste albums na 2010 zijn 'La Fiesta' (2014) en 'Ela Hona' (2017).

## Persoonlijk
In 1999 gingen geruchten rond dat Haddad zich officieel tot de islam had bekeerd, ter ere van haar overleden moeder Mouna, die in 1998 stierf. Ze ging datzelfde jaar Oemrah doen in Mekka. Voorafgaand aan haar officiële bekering deed Haddad grondig onderzoek naar de islam. Er werd ook gemeld dat haar beslissing op sterke tegenstand stuitte van haar maronitisch-christelijke vader en enkele andere familieleden. Uiteindelijk respecteerde haar vader haar beslissing. Ze is de enige van haar broers en zussen die de islam beoefent. Haddad spreekt zelden openlijk over haar religieuze overtuigingen en stelt dat deze zaken "persoonlijk zijn en alleen tussen haar en God." Wel heeft Haddad beschreven dat ze zichzelf als een "privé, maar oplettende moslim" ziet, die bidt, de Koran leest en vast tijdens de Ramadan. Ze ontkende geruchten dat ze het soefisme omarmde of terugkeerde naar het christendom na haar echtscheiding. Haddad's vader stierf eind 2011, dertien jaar na de dood van haar moeder Mouna. De track "Rajaa Al Sheti" uit het album "Bent Osol" uit 2011 was gewijd aan Haddad's ouders.